# Humulus scandens
Houblon du Japon, Houblon japonais
Espèce
Humulus scandens (syn. Humulopsis scandens, Humulus japonicus), le Houblon du Japon ou Houblon japonais, est une espèce de plantes à fleurs dicotylédones de la famille des Cannabaceae, originaire d'Asie de l'Est. Selon des classifications anciennes, c'est l'unique espèce du genre Humulopsis (genre monotypique). Le nom de genre Humulus lui est actuellement préféré.
Ce sont des plantes herbacées annuelles grimpantes, aux feuilles palmées de 5 à 9 lobes, ou entières. Il en existe des variétés à feuillage panaché, utilisées comme plantes ornementales. L'espèce s'est révélée envahissante dans certaines régions où elle a été introduite. Son introduction est par ailleurs interdite en France métropolitaine.
En Chine, la plante entière est utilisée à des fins médicinales et l'huile des graines est utilisée pour fabriquer du savon.

## Description
Humulopsis scandens est une plante herbacée, annuelle, grimpante ou rampante. L'espèce est dioïque.
Les feuilles, opposées, de 7 à 10 cm de long, sont profondément divisées en cinq lobes palmés distincts à bord dentelé et à surface rugueuse. La face inférieure des feuilles est pubescente et porte des glandes jaunes. Les tiges et pétioles sont couverts de poils pointus et courbés vers le bas.
La feuille a un pétiole de 5 à 10 cm ; le limbe foliaire est palmé de (3 ou)5-9 lobes, parfois simple, long et large de 7 à 10 cm, papuleux, abaxialement muni de poils spinuleux rigides sur les nervures, adaxialement pubescent mais pas densément, la base cordée ; les lobes sont ovale-triangulaires, à bord dentelé.

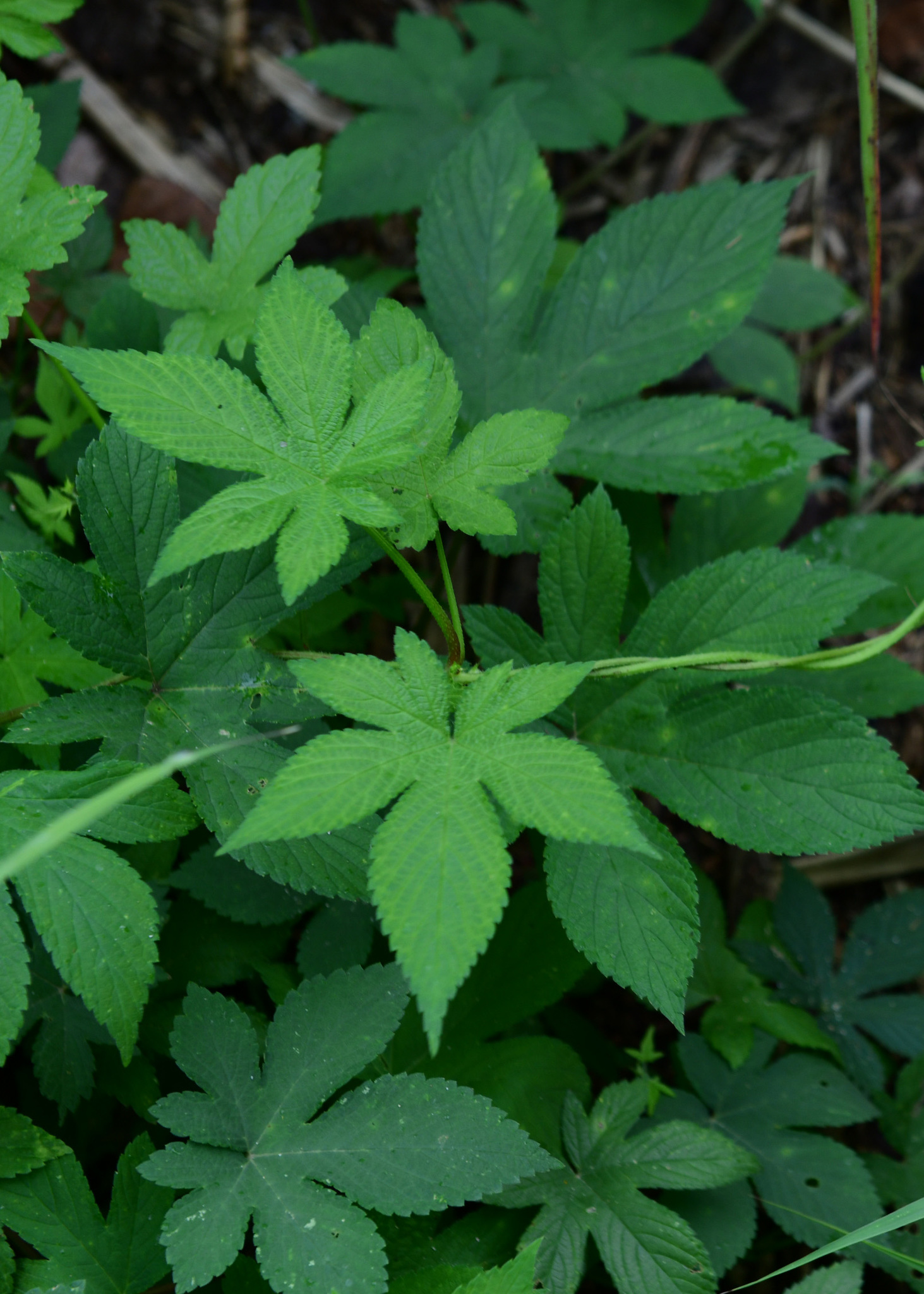
Feuilles.
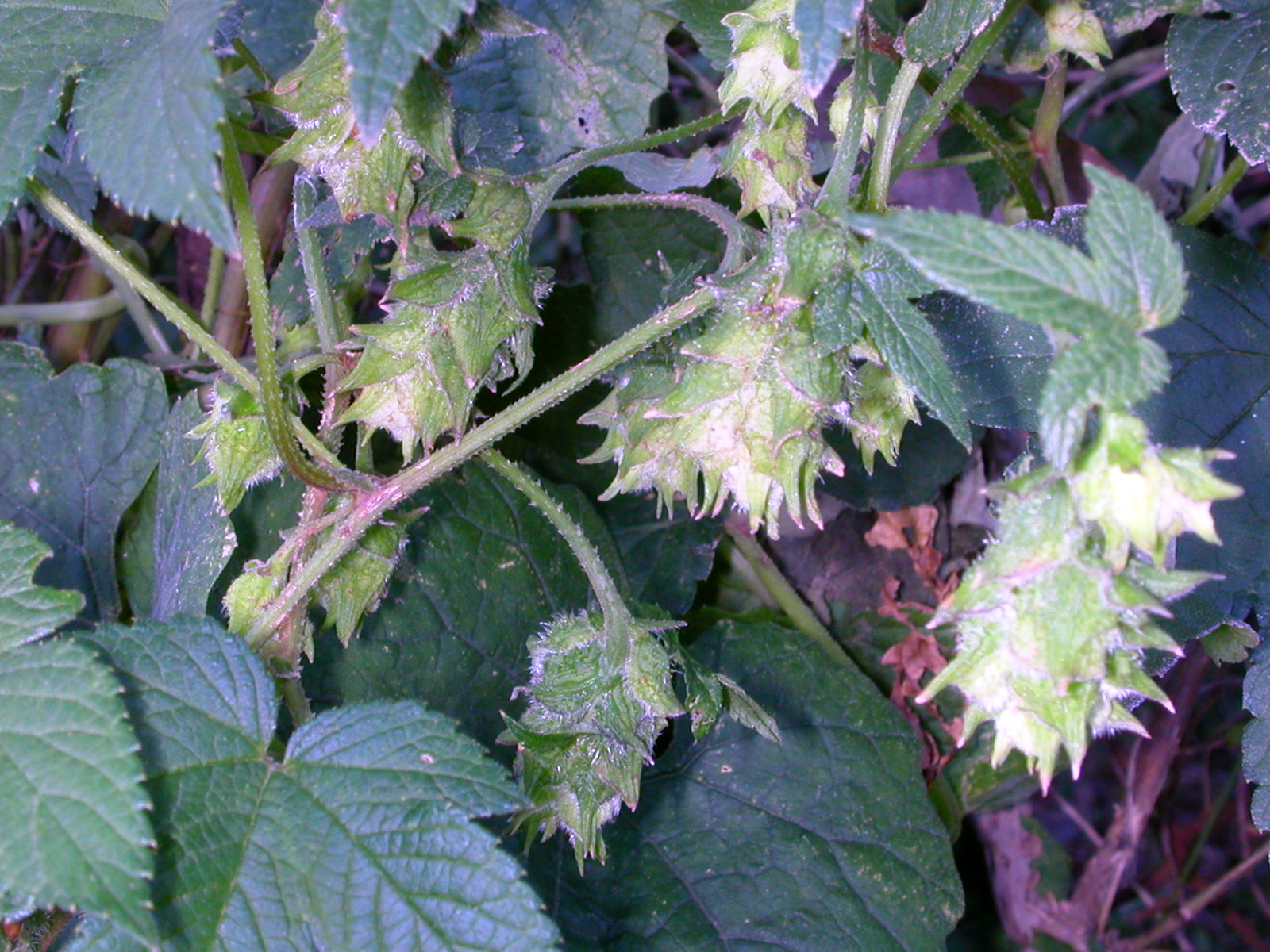
Individu femelle.
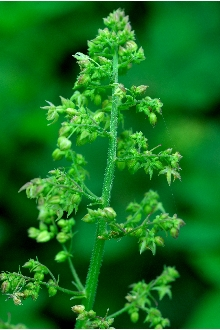
Inflorescence.
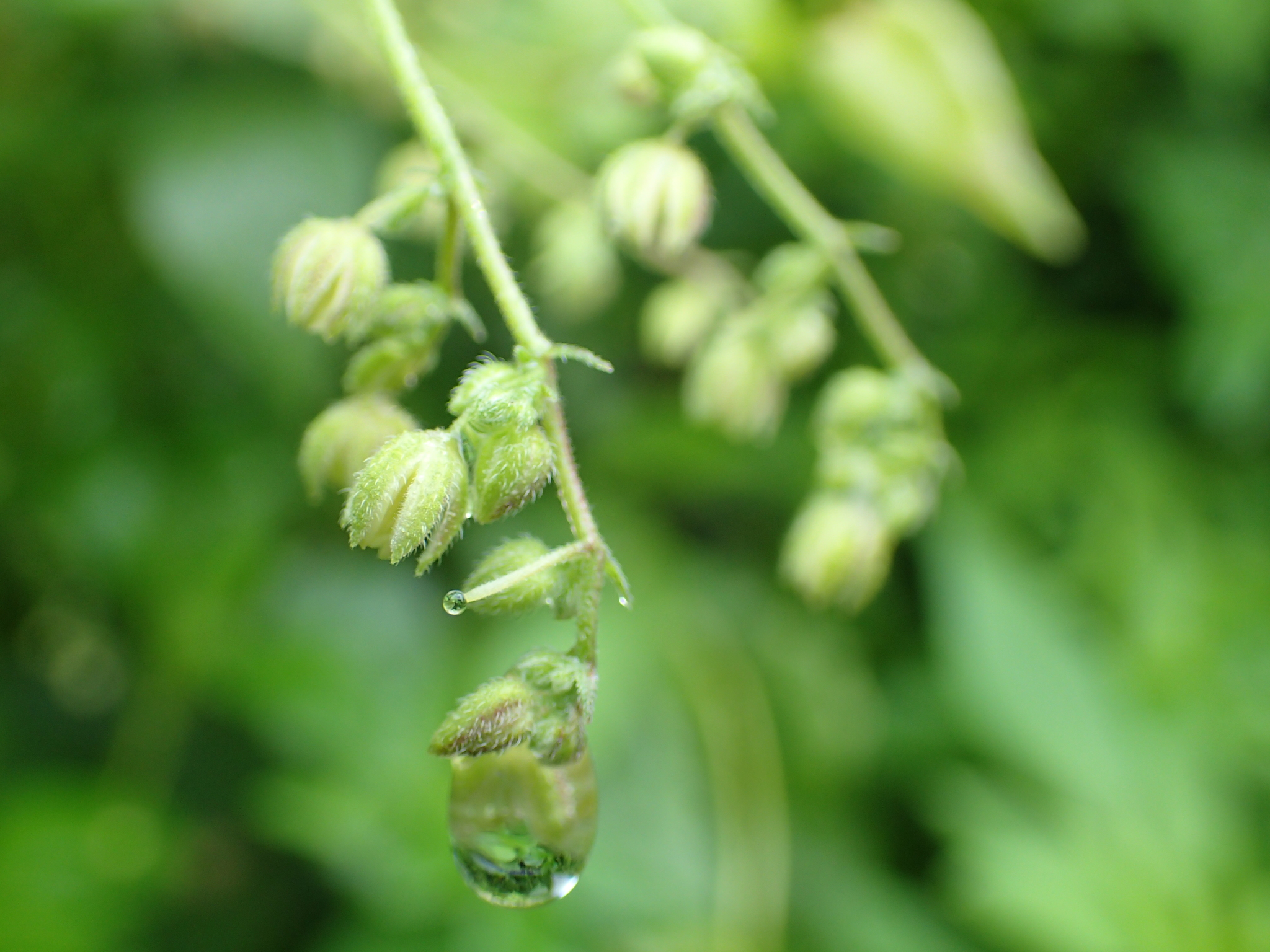
Fruits.
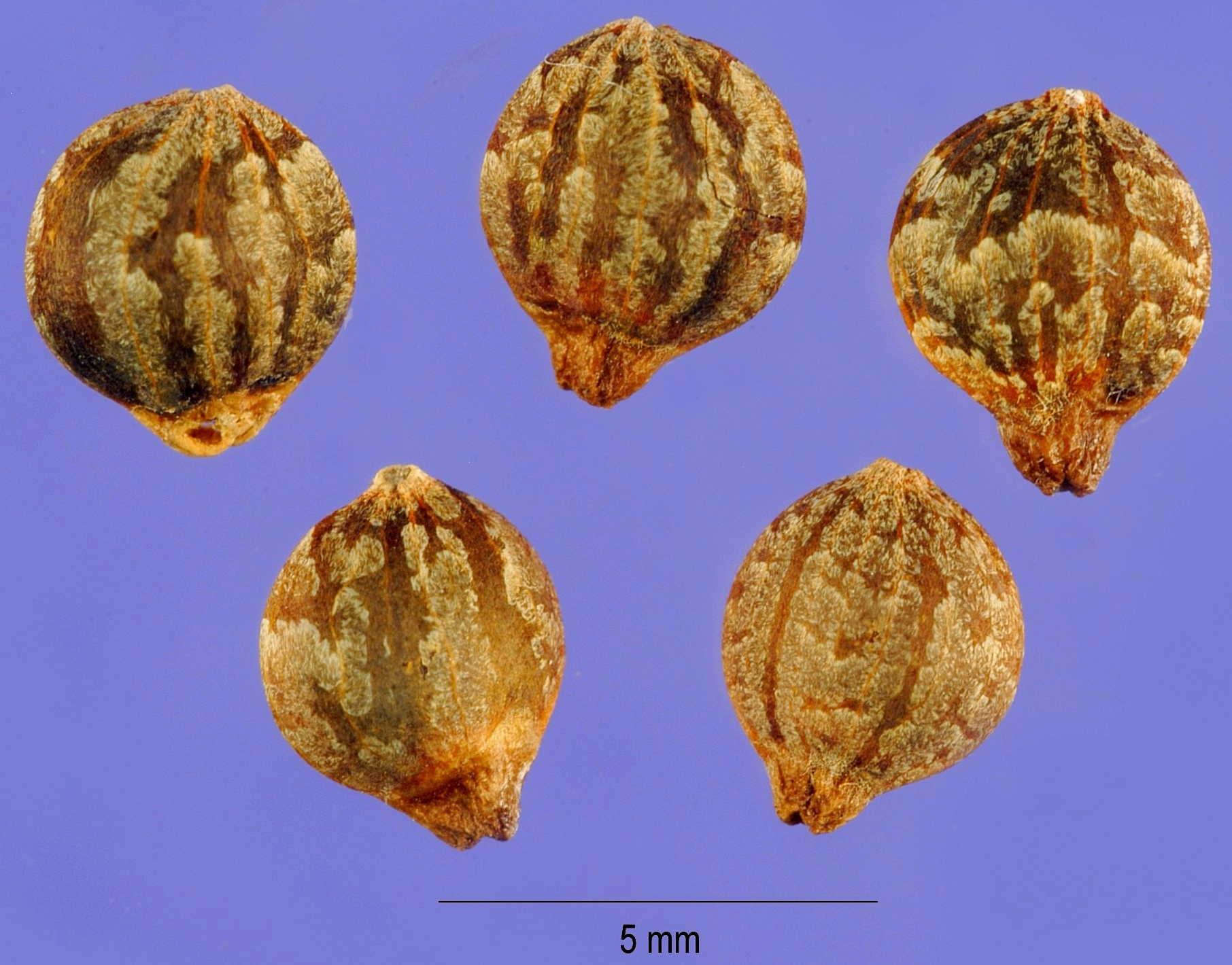
Fruits.
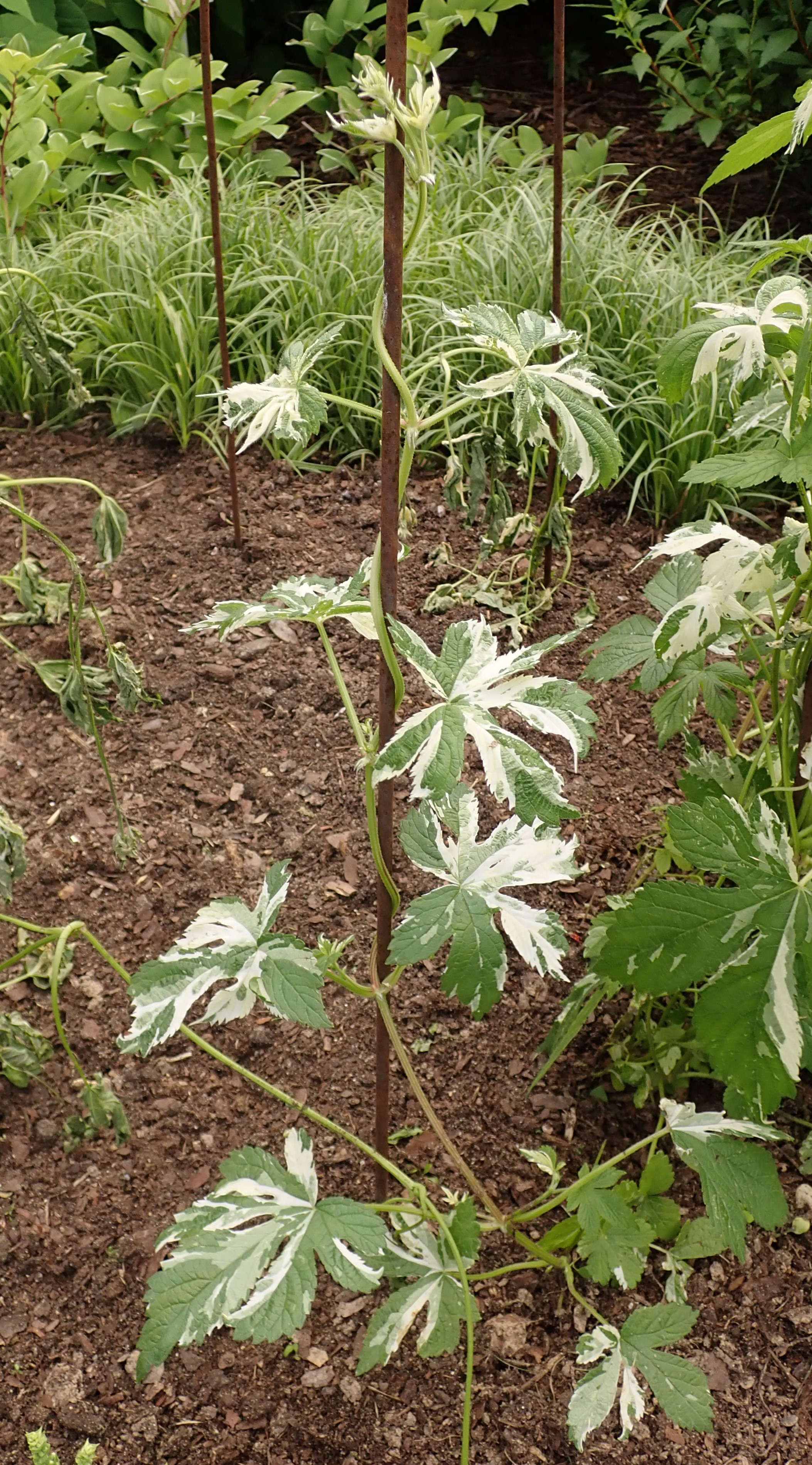
Cultivar.

Les inflorescences mâles mesurent 15 à 25 cm, à fleurs vert jaunâtre. Les inflorescences femelles mesurent environ 0,5 cm de diamètre ; les bractées sont ovoïdes, de 7–10 mm, papuleuses, spinuleuses, l'apex acuminé. Une seule fleur femelle se compte par inflorescence de bractées ; l'ovaire est inclus par les bractées ; les styles sont exertés des bractées. Les infructescences sont pendantes, vertes, coniques, ovoïdes à oblongues, longues de (1-)1,5-3(-4) cm, porteuses d'akènes jaune-brun, ovoïdes-orbiculaires, gonflés à lenticulaires, de 4–5 mm, sans glande.
En Chine, la floraison se déroule au printemps et en été, la fructification en automne.

## Habitat et répartition
Le Houblon du Japon est endémique d'Extrême-Orient où il pousse naturellement dans les bordures forestières, les friches et le long des cours d'eau. Il s'est naturalisée en Amérique du Nord, Argentine et Europe.

## Statut d'espèce invasive
En Europe, le Houblon du Japon est inscrit depuis 2019 dans la liste des espèces exotiques envahissantes préoccupantes pour l’Union européenne. Cela signifie que l'espèce ne peut pas être importée, cultivée, commercialisée, plantée, ou libérée intentionnellement dans la nature, et ce nulle part dans l’Union européenne.

## Taxinomie

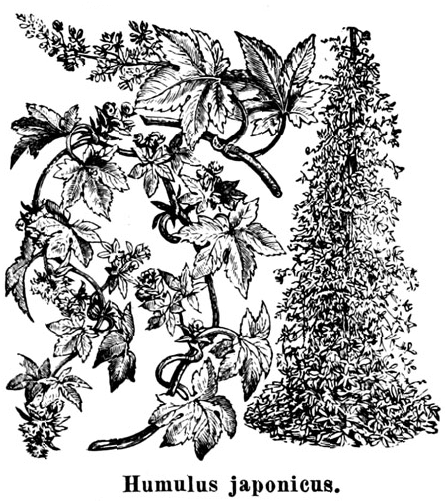
Illustration botanique de Carl Lebrecht Udo Dammer, sous le nom Humulus japonicus.

L'espèce est initialement décrite dans le genre Antidesma sous le basionyme Antidesma scandens par le Portugais João de Loureiro en 1790. À partir de la seule description de Loureiro, le botaniste américain Elmer Drew Merrill déplace en 1935 l'espèce dans le genre Humulus sous le nom Humulus scandens, dans son ouvrage (en) Transactions of the American Philosophical Society Held at Philadelphia for Promoting useful Knowledge, vol. 24, p. 138. Aucun spécimen d'herbier type n'a pu être trouvé pour Antidesma scandens. Par conséquent, le nom Humulus japonicus est parfois préféré.
En 1988, la botaniste russe Irina Aleksandrovna Grudzinskaja transfère l'espèce dans un nouveau genre monotypique, Humulopsis, sous le nom Humulopsis scandens (Lour.) Grudz. Cependant le nom correct reste Humulus scandens,,.

### Synonymes
Humulus scandens (Lour.) Merr. a pour synonymes :
- Antidesma scandens Lour., 1790[1]
- Humulopsis scandens (Lour.) Grudz., 1988[1],[8]
- Humulus scandens var. variegatus (Siebold & Zucc.) Moldenke, 1935[1]
- Humulus aculeatus Nutt.[8]
- Humulus japonicus Siebold & Zucc., 1846[1],[8]
- Humulus japonicus var. minor Nakai[1]
- Humulus lupulus Thunb., 1784 (ne pas confondre avec le nom correct du Houblon Humulus lupulus L.)[1]
- Lupulus scandens (Lour.) St.-Lag., 1889[1]